# San Diego Open 2023 - Doppio
Il doppio femminile del torneo di tennis professionistico San Diego Open 2023, facente parte della categoria WTA 250 nell'ambito del WTA Tour 2023, si è giocato dall'11 al 16 settembre 2023 a San Diego, negli Stati Uniti d'America. Coco Gauff e Jessica Pegula erano le campionesse in carica, ma hanno deciso di non partecipare a questa edizione del torneo.
In finale Barbora Krejčíková e Kateřina Siniaková hanno sconfitto Danielle Collins e CoCo Vandeweghe con il punteggio di 6-1, 6-4.
Con questo successo, Siniaková ha raggiunto il primato in classifica WTA di doppio superando Coco Gauff e Jessica Pegula.

## Teste di serie
1. Barbora Krejčíková /  Kateřina Siniaková (Campionesse)
2. Shūko Aoyama /  Yang Zhaoxuan (semifinale)

1. Chan Hao-ching /  Giuliana Olmos (primo turno)
2. Ljudmyla Kičenok /  Jeļena Ostapenko (quarti di finale)

## Wildcard
1. Danielle Collins /  CoCo Vandeweghe (finale)

## Tabellone

### Legenda
| - Q = Qualificato - WC = Wild card - LL = Lucky loser | - ALT = Alternate - SE = Special Exempt - PR = Protected Ranking | - w/o = Walkover - r = Ritirato - d = Squalificato |

|  | Primo turno | Primo turno                  | Primo turno               | Primo turno | Primo turno |  |  | Quarti di finale | Quarti di finale          | Quarti di finale          | Quarti di finale  | Quarti di finale  |   |     | Semifinali | Semifinali                            | Semifinali                            | Semifinali                       | Semifinali                       |   |   | Finale | Finale | Finale | Finale | Finale |  |
|  |             |                              |                           |             |             |  |  |                  |                           |                           |                   |                   |   |     |            |                                       |                                       |                                  |                                  |   |   |        |        |        |        |        |  |
|  | 1           | B Krejčíková K Siniaková     | B Krejčíková K Siniaková  | 7           | 7           |  |  |                  |                           |                           |                   |                   |   |     |            |                                       |                                       |                                  |                                  |   |   |        |        |        |        |        |  |
|  |             | C Garcia D Schuurs           | C Garcia D Schuurs        | 64          | 5           |  |  | 1                | B Krejčíková K Siniaková  | B Krejčíková K Siniaková  | 6                 | 6                 |   |     |            |                                       |                                       |                                  |                                  |   |   |        |        |        |        |        |  |
|  |             | E Aleksandrova A Sasnovič    | E Aleksandrova A Sasnovič | 7           | 6           |  |  |                  | E Aleksandrova A Sasnovič | E Aleksandrova A Sasnovič | 4                 | 1                 |   |     |            |                                       |                                       |                                  |                                  |   |   |        |        |        |        |        |  |
|  |             | C Dolehide C Liu             | C Dolehide C Liu          | 6           | 4           |  |  |                  |                           |                           |                   |                   |   |     | 1          | B Krejčíková K Siniaková              | B Krejčíková K Siniaková              | 6                                | 7                                |   |   |        |        |        |        |        |  |
|  | 3           | H-c Chan G Olmos             | 6                         | 3           | [2]         |  |  |                  |                           |                           | M Katō A Sutjiadi | M Katō A Sutjiadi | 4 | 5   |            |                                       |                                       |                                  |                                  |   |   |        |        |        |        |        |  |
|  |             | M Katō A Sutjiadi            | 4                         | 6           | [10]        |  |  |                  | M Katō A Sutjiadi         | M Katō A Sutjiadi         | 6                 | 7                 |   |     |            |                                       |                                       |                                  |                                  |   |   |        |        |        |        |        |  |
|  |             | O Kalašnikova M Kolodziejová | 6                         | 6           | [6]         |  |  |                  | T Mihalíková Y Xu         | T Mihalíková Y Xu         | 4                 | 5                 |   |     |            |                                       |                                       |                                  |                                  |   |   |        |        |        |        |        |  |
|  |             | T Mihalíková Y Xu            | 7                         | 4           | [10]        |  |  |                  |                           |                           |                   |                   |   |     | 1          | Barbora Krejčíková Kateřina Siniaková | Barbora Krejčíková Kateřina Siniaková | 6                                | 6                                |   |   |        |        |        |        |        |  |
|  |             | M Kostjuk A Parks            | 3                         | 6           | [3]         |  |  |                  |                           |                           |                   |                   |   |     |            |                                       | WC                                    | Danielle Collins CoCo Vandeweghe | Danielle Collins CoCo Vandeweghe | 1 | 4 |        |        |        |        |        |  |
|  | WC          | D Collins C Vandeweghe       | 6                         | 4           | [10]        |  |  | WC               | D Collins C Vandeweghe    | 2                         | 7                 | [11]              |   |     |            |                                       |                                       |                                  |                                  |   |   |        |        |        |        |        |  |
|  |             | S Santamaria I Šymanovič     | 7                         | 65          | [9]         |  |  | 4                | L Kičenok J Ostapenko     | 6                         | 5                 | [9]               |   |     |            |                                       |                                       |                                  |                                  |   |   |        |        |        |        |        |  |
|  | 4           | L Kičenok J Ostapenko        | 5                         | 7           | [11]        |  |  |                  |                           |                           |                   |                   |   |     | WC         | D Collins C Vandeweghe                | 7                                     | 4                                | [10]                             |   |   |        |        |        |        |        |  |
|  |             | A Danilina B Mattek-Sands    | A Danilina B Mattek-Sands | 6           | 7           |  |  |                  |                           | 2                         | S Aoyama Z Yang   | 5                 | 6 | [7] |            |                                       |                                       |                                  |                                  |   |   |        |        |        |        |        |  |
|  |             | U Eikeri I Neel              | U Eikeri I Neel           | 3           | 64          |  |  |                  | A Danilina B Mattek-Sands | 6                         | 3                 | [2]               |   |     |            |                                       |                                       |                                  |                                  |   |   |        |        |        |        |        |  |
|  |             | A Guarachi M Niculescu       | A Guarachi M Niculescu    | 1           | 5           |  |  | 2                | S Aoyama Z Yang           | 1                         | 6                 | [10]              |   |     |            |                                       |                                       |                                  |                                  |   |   |        |        |        |        |        |  |
|  | 2           | S Aoyama Z Yang              | S Aoyama Z Yang           | 6           | 7           |  |  |                  |                           |                           |                   |                   |   |     |            |                                       |                                       |                                  |                                  |   |   |        |        |        |        |        |  |